# Белое (озеро, Клепиковский район, южное)
Бе́лое — озеро в Клепиковском районе на севере Рязанской области. Одно из Клепиковских озёр. Площадь озера 307,6 га.

## Физико-географическая характеристика
Озеро расположено к югу от Великого озера и соединено с ним искусственными каналами. Озеро имеет ледниковое происхождение.
Прибрежная зона песчаная, местами заболоченная. Дно илистое. В озере обитают щука, карась, пескарь и другие виды рыб.
Озеро находится на территории Мещёрского национального парка. Вдоль западного берега озера проходит автомобильная трасса Р105 Москва — Егорьевск — Касимов. На берегах озера расположены деревни Батыково, Белозерье и Ерохино.